# Go (canção britânica)
"Go" (tradução portuguesa: "Vai") foi a canção que representou o Reino Unido no Festival Eurovisão da Canção 1988, interpretada em inglês por  Scott Fitzgerald. Fizgerald ganhou o direito de cantar em Dublin depois de ter vencido a final britânica através do sistema de televoto (o primeiro cantor britânico a  ser escolhido por esse sistema). Em Dublin, foi a quarta canção a ser interpretada na noite do festival, a seguir à canção finlandesa "Nauravat silmät muistetaan", interpretada pela banda Boulevard e antes da canção turca, "Sufi" , interpretada pela banda MFÖ .  A canção britânica terminou em segundo lugar com 136 pontos, ficando a apenas a um ponto da canção vencedora "Ne partez pas sans moi", interpretada por Celine Dion. Segundo o historiador John Kennedy O'Connor, foi a mais renhida vitória até então,com o vencedor a vencer apenas com uma margem de apenas 0.73%.

## Autores
Letrista: Julie Forsyth
Compositor: Julie Forsyth
orquestrador: Ronnie Hazlehurst

## Letra
A letra da canção fala-nos da história de dois antigos amantes que se encontraram ao acaso. Fitzgerald, no papel de um homem apaixonado, relata a sua triste história; a sua antiga amada tinha-o trocado dois anos antes por outro homem, e agora ela regressou novamente, e portanto tem toda a sua alma de volta, sentindo-se uma pessoa feliz.

## Top de vendas
Após o Festival  Eurovisão da Canção 1988, alcançou o n.º 52, no  UK Singles Chart.